# Doomscrolling

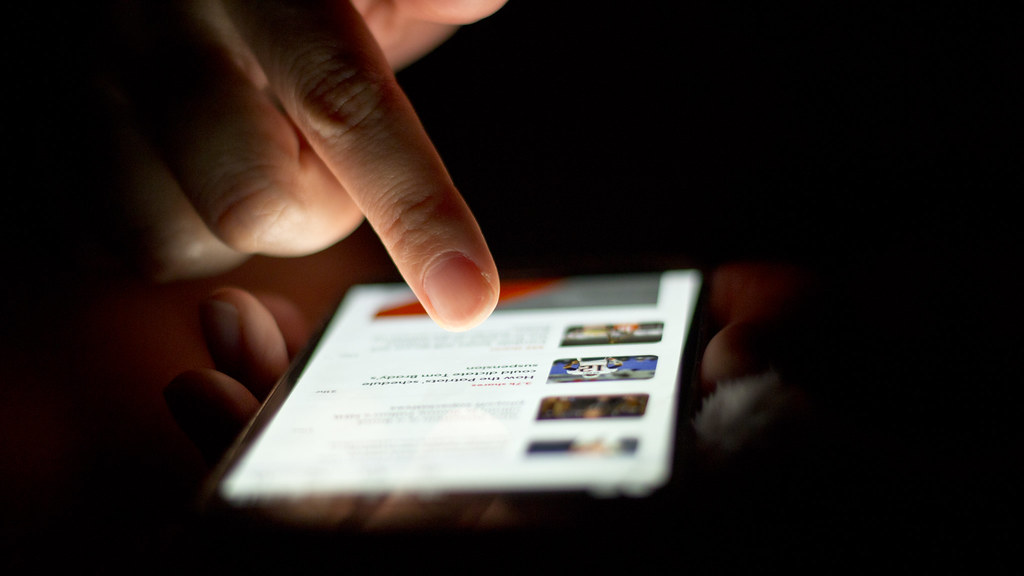
Le doomscrolling est un comportement né de la rencontre entre la curiosité humaine et les produits des plates-formes numériques.

Le doomscrolling (ou « défilement morbide » au Québec) désigne le fait de passer une quantité excessive de temps d'écran consacré à l'absorption de nouvelles à prédominance négative, majoritairement de nature dystopique. Une telle consommation compulsive pouvant à terme entraîner des réponses psychophysiologiques néfastes chez certains individus. Une partie de la population jeune est particulièrement touchée par ce phénomène, ce qui inquiète les spécialistes de la santé mentale.

## Histoire

### Origines et sémantique
Le terme doomscrolling est originellement un mot valise, composé des mots anglais doom (fin, chute, effondrement), connotant le mal et les ténèbres ainsi que scrolling (Faire défiler son écran).
Selon la journaliste financière Karen Ho, le terme serait apparu en premier lieu en octobre 2018 sur le réseau social Twitter,. Cependant, le mot pourrait avoir des origines encore plus anciennes et le phénomène lui-même est antérieur à l'invention du terme.
La pratique du doomscrolling pourrait être comparée à un phénomène antérieur datant des années 1970 appelé le syndrome du grand méchant monde : « La croyance que le monde est un endroit plus dangereux à vivre qu'il ne l'est en réalité, en raison d'une exposition au long terme à la violence au niveau de la télévision ».
Le phénomène serait en augmentation, peut être à cause du phénomène de « scroll infini, sans pagination » (lors d'une requête sur Google, l'utilisateur n'a même plus besoin de cliquer sur « page suivante », quand il descend sur la page de résultats, les résultats suivants, choisis par l'algorithme, s’affichent d’eux-mêmes ; selon une étude du site britannique Bupa (groupe privé du secteur de la santé), en 2022, les recherches sur Google que l'on pourrait relier à des angoisses matinales auraient augmenté de 247 %.

## Enjeu de santé
Des études montrent que prendre connaissance de nouvelles bouleversantes amène les gens à rechercher davantage d'informations sur le sujet, pouvant alimenter un cycle mental envahissant et qui se perpétue, éventuellement associé à une solastalgie.

### Popularité
Le mot "doomscrolling" a gagné en popularité dans les médias, pendant la pandémie de Covid-19, les manifestations consécutives à la mort de George Floyd, l'élection présidentielle américaine de 2020 et l'assaut du Capitole des États-Unis. Il est aussi régulièrement employé dans la perspective des conséquences globales du changement climatique.
L'ensemble de ces événements et les incertitudes (de nature sociale, politique, scientifique... etc...) en résultant ayant pu encourager davantage de personnes à s'adonner à ces pratiques ,,. Les réseaux sociaux amplifiant drastiquement le phénomène,.
Bien qu'actuellement non reconnu dans la majorité des dictionnaires, Merriam-Webster, entreprise américaine qui publie des dictionnaires, a indiqué « surveiller » le terme (pour désigner des mots de plus en plus utilisés dans la société qui ne répondent pas encore aux critères d'inclusion) et Dictionary.com , dictionnaire anglophone en ligne, l'a choisi comme mot du mois en août 2020.

## Explications

### Biais de négativité
Le Doomscrolling peut être attribué à un fréquent biais naturel de négativité que les personnes ont lorsqu'elles consultent ou consomment des informations. Le biais de négativité est l'idée que les événements négatifs possèdent un impact bien plus important sur le bien-être mental et les événements du quotidien que les événements positifs Jeffrey Hall, professeur d'études en communication à l'Université du Kansas à Lawrence, note qu'en raison de l'état de contentement régulier d'un individu, les menaces potentielles provoquent l'attention.
Un psychiatre du centre médical Wexner de l'Université d'État de l'Ohio estime que l'ensemble des humains est "programmé pour être attiré par le négatif car cela peut directement leur nuire physiquement". Il cite l'évolution comme raison pour laquelle les humains recherchent de telles informations négatives : si nos ancêtres, par exemple, découvraient comment une créature préhistorique pouvait les blesser ou les tuer, ils pouvaient agir afin d'éviter ce destin.
Les humains contemporains peuvent ne pas se rendre compte qu'ils tendent à privilégier des informations négatives. Les algorithmes des médias sociaux tiennent compte du contenu dans lequel les utilisateurs s'engagent et affichent des publications de nature similaire, ce qui encourage la pratique du Doomscrolling. Selon le directeur de la clinique de l'école de médecine de Perelman: « Les gens ont une question, ils veulent une réponse et supposent que l'obtenir les aidera à se sentir mieux... vous faites défiler perpétuellement votre écran. Beaucoup pensent que cela sera utile, mais ils finissent par se sentir encore plus mal par la suite ».

### Anatomie du cerveau
Le gyrus frontal inférieur (GFI) joue un rôle important dans le traitement de l'information et l'intégration de nouvelles informations dans les croyances sur la réalité,. Dans le gyrus frontal inférieur, le cerveau « filtre sélectivement les mauvaises nouvelles » lorsqu'on lui présente de nouvelles informations pour actualiser ses croyances. Lorsqu'une personne s'adonne au doomscrolling, le cerveau peut se sentir menacé et désactiver son « filtre de mauvaises nouvelles » en réponse parce qu'il croit détecter une vraie menace.
Dans une étude où les chercheurs ont manipulé le gyrus frontal inférieur gauche à l'aide de la stimulation magnétique transcrânienne (SMT), les patients étaient plus susceptibles d'incorporer des informations négatives lors de la mise à jour de leurs croyances, ce qui suggère que le gyrus frontal inférieur gauche pourrait être responsable de l'inhibition de la modification des croyances personnelles par les mauvaises nouvelles ; lorsque les participants ont reçu des informations favorables et ont reçu la stimulation magnétique transcrânienne, le cerveau a quand même mis à jour les croyances en réponse aux nouvelles positives. L'étude suggère également que le cerveau filtre sélectivement l'information et met à jour les croyances de manière à réduire le stress et l'anxiété en traitant les bonnes nouvelles avec une plus grande considération (biais d'optimisme). L'augmentation du doomscrooling expose le cerveau à une plus grande quantité de nouvelles défavorables et peut limiter la capacité du cerveau à accepter les bonnes nouvelles et à écarter les mauvaises, ce qui peut entraîner des émotions négatives qui font que l'on se sent anxieux, déprimé et isolé.

## Effets sur la santé

### Effets psychologiques
Les professionnels de la santé estiment qu'un doomscrolling excessif a de possibles effets négatifs sur la santé mentale,,,. Bien que l'impact global du doomscrolling sur les gens puisse varier, des études suggèrent un lien entre la consommation de « mauvaises nouvelles » et des niveaux plus élevés d'anxiété, de dépression, de stress, de crainte et d'isolement, allant même à des symptômes similaires au trouble de stress post-traumatique (TSPT) 
Une étude de psychologie à l' Université du Sussex conduite en 1997 consistait à faire visionner à des participants des informations télévisées composées « d'informations positives, neutres et négatives ». L'étude a révélé que les participants qui regardaient les émissions avec des nouvelles négatives montraient une augmentation de l'anxiété, de la tristesse et des regrets personnels.
Une étude conduite par des chercheurs en psychologie en collaboration avec le Huffington Post a conclu que les participants regardant trois minutes d'informations négatives le matin étaient 27% plus susceptibles d'avoir déclaré avoir vécu une mauvaise journée 6 à 8 heures plus tard. Comparativement, le groupe qui a regardé des reportages portant sur les solutions positives avaient déclaré à 88 % avoir passé une bonne journée.

### Effets physiques
Les experts suggérèrent également que la pratique du doomscrolling pouvait dégrader le sommeil, réduire l'attention et provoquer une suralimentation. Des cliniciens ajoutent que les médias basés sur une culture de la peur (fearmongering) peuvent aussi affaiblir la capacité d'une personne à supporter un traumatisme. Deborah Serani, professeur à l'Institut Gordon F. Derner d'études psychologiques avancées de l'Université Adelphi, affirme que ce type de média déclenche un comportement défensif, où la première ligne de défense est l'« encapsulation ». Au cours de l'encapsulation, l'individu « tente d'enfermer ou de sceller les représentations du traumatisme », ce qui entraîne un déni ou un désaveu. Les experts décrivent le phénomène similaire à l'acte de "se renfermer sur soi-même" ce qui peut à terme entraîner de la fatigue, un discours plat ainsi qu'un déclin cognitif.

## Évitement des actualités
Certaines personnes ont commencé à faire face à l'abondance des actualités négatives en évitant complètement les actualités. Une étude menée entre 2017 et 2022 a montré que l'évitement des actualités est en augmentation, et que 38 % des personnes ont admis qu'elles évitaient parfois ou souvent activement les actualités en 2022, comparativement à 29 % en 2017. Même certains journalistes ont admis qu'ils évitaient les actualités ; la journaliste Amanda Ripley a écrit que « les personnes qui produisent les actualités elles-mêmes ont du mal, et bien qu'elles ne soient pas susceptibles de l'admettre, cela déforme la couverture. » Elle a également identifié des moyens qui, selon elle, pourraient contribuer à résoudre le problème, comme le fait d'ajouter intentionnellement moins de fatalisme et plus d'espoir dans les récits afin que les lecteurs ne se sentent pas impuissants, ce qui les conduit à se déconnecter complètement.